# Levu opalina
Levu opalina är en insektsart som först beskrevs av William Lucas Distant 1907.  Levu opalina ingår i släktet Levu och familjen Derbidae. Inga underarter finns listade i Catalogue of Life.